# John Penn

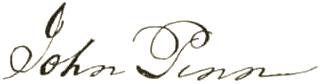
Signature de Penn

John Penn, né le 17 mai 1741, mort le 14 septembre 1788, fut un signataire de la déclaration d'indépendance des États-Unis en tant que représentant de la Caroline du Nord. John Penn ne doit pas être confondu avec William Penn, fondateur de la Pennsylvanie.

## Biographie
John Penn est né près de Port Royal (Comté de Caroline (Virginie)) le 17 mai 1741 de Moses Penn et Catherine Taylor et fut éduqué à son domicile, durant seulement une paire d'années d'études formelles. À l'âge de 18 ans, après la mort de son père, il étudie la loi en privé avec son parent Edmund Pendleton. Il devient avocat en Virginie en 1762, et, en 1774, part près de Williamsboro (Comté de Granville) où il continue à pratiquer son métier. (Williamsboro fait aujourd'hui partie du Comté de Vance et fut ajouté au Comté de Granville après la Guerre Civile).
Le 28 juillet 1763, il se marie avec Susannah Lyne. Le couple aura 2 enfants : William qui ne se mariera pas et Lucy qui, elle, se mariera avec John Taylor de Caroline, un autre parent ayant étudié la loi avec Edmund Pendleton.
Il est élu au Congrès Provincial de la Caroline du Nord, puis par ce dernier au Congrès continental de 1775 à 1780. Il servit aussi au Board of War jusqu'en 1780, quand il se retire du domaine judiciaire. En 1776, il signe a déclaration d'indépendance des États-Unis en tant que représentant de la Caroline du Nord. Puis en 1777, il est le seul signataire de la Caroline du Nord des Articles de la Confédération. En 1784, il devient collecteur d'impôts pour la Caroline du Nord. À sa mort en 1788, il est enterré dans sa propriété près de Island Creek dans le Comté de Granville mais il est réenterré dans le Parc Militaire National du Tribunal Guilford (Guilford Courthouse National Military Park) en 1894 à côté du délégué William Hooper.

## Héritage
Le bateau USS John Penn (APA-23) a été nommé en son honneur.